# Dyoplosaurus
Dyoplosaurus ("gušter s dvostrukim štitom") je rod ankilosaurida koji je živio tijekom razdoblja kasne krede (formacija Dinosaur Park, prije oko 76,5 milijuna godina). Pronađen je u blizini današnje rijeke Red Deer u Alberti (Kanada), a naziv mu je 1924. dao William Parks na temelju holotipnog primjerka ROM 784, nepotpunog kostura kojem pripadaju i dijelovi lubanje i donje čeljusti.
Nomenklaturalni tip roda Dyoplosaurus bio je dug oko 4,6 m i širok oko 1,7 m, a lubanja mu je imala promjer od 35 cm. Kao i većina ankilosaurida, imao je oklopljeno tijelo i koštanu toljagu na kraju repa. Toljaga se sastojala od nekoliko međusobno sraslih koštanih ploča.
Walter Coombs je 1971. izjavio da je Dyoplosaurus u biti neispravno nazvan Euoplocephalus. Ta su se dva roda od tada obično smatrala istom vrstom, pa su se primjerci Dyoplosaurusa identificirali kao Euoplocephalus tutus. Međutim, u nedavnom ponovnom opisu tog roda (objavljenom 2009. u Journal of Vertebrate Paleontology) tvrdi se da je taj rod validni takson i da je do navodne sinonimnosti dva spomenuta roda došlo zbog fragmentarne prirode holotipnog i ostalih primjeraka E. tutus. Nova kladistička analiza koju su 2011. proveli Thompson et al. potvrdila je tu odvojenost.

## Vanjske poveznice
- Ankylosauridae na Thescelosaurus.com, pristupljeno 17. svibnja 2014.